# Cynthia Lummis
Cynthia M. Lummis, född 10 september 1954 i Cheyenne, Wyoming, är en amerikansk advokat och republikansk politiker. Hon är ledamot av USA:s senat från Wyoming sedan januari 2021. Hon är den första kvinnan som representerar Wyoming i senaten. Hon representerade delstaten Wyoming i USA:s representanthus från 2009 till 2017. Innan hon gick med i kongressen, tjänstgjorde hon som statskassör (1999-2007).
Lummis studerade vid University of Wyoming. Hon avlade två kandidatexamina och sedan 1985 juristexamen.
Kongressledamoten Barbara Cubin kandiderade inte till omval kongressvalet i USA 2008. Lummis vann valet och efterträdde Cubin i representanthuset i januari 2009.
Den 4 maj 2019 meddelade USA:s senator Mike Enzi att han skulle gå i pension, vilket ledde till spekulationer om att Lummis kanske skulle kandidera för hans säte i valet 2020. Den 11 juli 2019 meddelade hon sin kandidatur. Hon vann valet.
Lummis är gift med Alvin Wiederspahn. Paret har en dotter. När hon tillträdde senaten år 2021 blev hon den första senatorn som äger kryptovaluta. hon köpte Bitcoin år 2013 efter att hennes svärson rekommenderade henne att göra det.